# 王益謙 (明朝)
王益謙（15世紀—16世紀），字體乾，南直隸淮安府安東縣人，明朝政治人物。

## 生平
王益謙是貢生、雲和縣丞王言之子，他年少聰明，過目成誦，曾經好酒，經父親勸戒終身不再喝酒，是成化十六年（1480年）庚子科應天鄉試舉人，二十年（1484年）甲辰科進士。授刑部雲南司主事，處事明決，案件不累積，後改任工部營繕司郎中，患病後調兵部職方司郎中，轉刑部廣西司郎中，再回任兵部職方司郎中，在任內去世。
王益謙號稱知人，在家鄉曾賞識成化二十二年舉人嵇鋼。

## 引用
1. 1 2  光緒《安東縣志·卷十一·人物二》：王益謙，字體乾，父言成化間以明經為雲和縣丞，令每就決大政，為時所重；益謙少敏悟，過目成誦，性嗜飲，父戒之，遂終其身杯酒不入口，年十七舉於鄉，登成化二十年進士，授刑部雲南司主事，明決強敏、案無留牘，厯官工部營繕司郎中，病起職方司，除刑部廣西司，復調職方司，卒於官。初益謙號知人，見邑人嵇鋼尅以登第之期，已而果驗，鋼字克堅，成化二十二年舉人……
2. ↑  光緒《安東縣志·卷七·貢舉》：進士 明……王益謙 （成化）甲辰，授兵部職方司郎中……舉人 明……王益謙 （成化）庚子，見前